# 도크알프와 료스알프

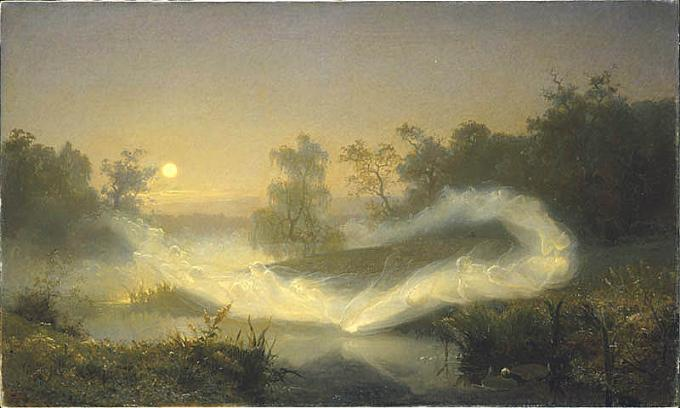
Elfplay (1866) 아우구스트 말름스트롬 그림.

도크알프(고대 노르드어: Dǫkkálfr, 영어: dark elf)와 료스알프(고대 노르드어: Ljósálfr, 영어: light elf)는 노르드 신화에 나오는 대조되는 두 알프 종족이다. 도크알프의 복수형은 도크알파(고대 노르드어: Dǫkkálfar)이고 료스알프의 복수형은 료스알파(고대 노르드어: Ljósálfar)이다.  도크알프는 지하에 살고 생김새가 거무스름한 반면, 료스알프는 알프헤임에 살고 “태양보다 아름답다.” 도크알프와 료스알프는 13세기에 스노리 스투를루손이 쓴 《신 에다》와 저자 미상의 〈오딘의 까마귀 주문가〉에 언급된다.

## 같이 보기
- 스바르트알프